# Angiostrongylus
Genre
Angiostrongylus est un genre de nématodes de la famille des Metastrongylidae (ordre des Rhabditida).

## Description
Selon les espèces infectantes chez l'homme, il en résulte des symptômes abdominaux (Angiostrongylus costaricensis) ou une atteinte neurale avec une méningite à éosinophiles (A. cantonensis).

## Liste des espèces
Selon GBIF (14 février 2025) :
- Angiostrongylus cantonensis (Chen, 1935)
- Angiostrongylus chabaudi Biocca, 1957
- Angiostrongylus costaricensis Morera & Céspedes, 1971
- Angiostrongylus daskalovi Janchev & Genov, 1988
- Angiostrongylus dujardini Drozdz & Doby, 1970
- Angiostrongylus felineus Vieira et al., 2013
- Angiostrongylus malaysiensis
- Angiostrongylus minasensis
- Angiostrongylus sciuri Merdivenci, 1964
- Angiostrongylus spec Robles, Navone & Kinsella, 2008
- Angiostrongylus vasorum (Baillet, 1866) Kamensky, 1905

## Systématique
Le nom valide complet (avec auteur) de ce taxon est Angiostrongylus Kamensky, 1905.
Angiostrongylus a pour synonymes :
- Angiocaulus Schultz, 1951
- Cardionema Yamaguti, 1941
- Haemostrongylus Railliet & Henry, 1907
- Morerastrongylus Chabaud, 1973
- Parastrongylus Baylis, 1928
- Parastrongylus Drozdz, 1970
- Pulmonema Chen, 1935
- Rattostrongylus Shultz, 1951